# Ribble Valley
Ribble Valley ist ein Verwaltungsbezirk mit dem Status eines Borough in der Grafschaft Lancashire in England, der nach dem Fluss Ribble benannt ist. Verwaltungssitz ist die Stadt Clitheroe. Weitere bedeutende Orte sind Longridge, Ribchester und Whalley.
Der Bezirk wurde am 1. April 1974 gebildet und entstand aus der Fusion des Municipal Borough Clitheroe, des Urban District Longridge, des Rural District Clitheroe sowie Teilen der Rural Districts Blackburn, Burnley und Preston. Vom West Riding of Yorkshire kam der Rural District Bowland hinzu.